# 폭력교실 2
《폭력 교실 1999 2》(Class Of 1999 II: The Substitute)는 미국에서 제작된 스피로 라자토스 감독의 1994년 액션, 공포, SF, 스릴러 영화이다. 사샤 미첼 등이 주연으로 출연하였고 러셀 D. 마코위츠 등이 제작에 참여하였다.

## 출연

### 주연
- 사샤 미첼
- 닉 카사베츠

### 조연
- 피트 앤티코
- 크리스토퍼 브라운
- 존 코스런 주니어
- 진 세인트 제임스

## 기타
- 미술: 지니 M. 롬마